# ديفيد دافيلد
ديفيد دافيلد (بالإنجليزية: David Duffield)‏ هو معلق رياضي بريطاني، ولد في 20 مايو 1931، وتوفي في 21 فبراير 2016.